# June Raine
June Munro Raine, Orden del Imperio Británico(CBE) (nacida en 1952), es una farmacóloga británica que actualmente se desempeña como directora ejecutiva de la Agencia Reguladora de Medicamentos y Productos Sanitarios (MHRA) en el Reino Unido.  Raine pasó gran parte de su carrera en la División de Medicamentos de la MHRA (y en su predecesora, en el Departamento de Salud). Se hizo pública en diciembre de 2020, cuando la MHRA fue el primer regulador en aprobar una vacuna de ARNm para su uso en humanos y el primer regulador occidental en aprobar una vacuna COVID-19., a saber, BNT162b2 de Pfizer y BioNTech.